# Federacja Piłki Nożnej Timoru Wschodniego
Federaçao Futebol Timor-Leste (FFTL) - organizacja zarządzająca piłką nożną w Timorze Wschodnim. Pod zarządem FFTL znajdują się trzy rozgrywki ligowe: Pro Liga de Timor Leste, Super Liga i Taça Digicel.

## Struktury FFTL
| Position                    | Name                 |
| --------------------------- | -------------------- |
| Prezydent                   | Egas Alves           |
| Wiceprezydent               | Aleixo Da Silva Gama |
| Wiceprezydent               | Osorio Florindo      |
| Wiceprezydent               | Francisco Jeronimo   |
| Generalny Sekretarz         | Amandio Sarmento     |
| Skarbnik                    | Jesuina Henrique     |
| Rzecznik                    | Isaaz Nelio          |
| Koordynator ds. futsalu     | Joao Carlos Soares   |
| Koordynator ds. sędziowania | Zelajio Da Silva     |

## Statystyki
| Wszyscy gracze | Zarejestrowani gracze | Niezarejestrowani gracze | Kluby | Urzędnicy |
| -------------- | --------------------- | ------------------------ | ----- | --------- |
| 15,500         | 500                   | 15,000                   | 10    | 100       |

## Reprezentacje narodowe
Obecnie Timor Wschodni jest reprezentowany przez 5 reprezentacji narodowych:
- Reprezentacja Timoru Wschodniego w piłce nożnej;
- Reprezentacja Timoru Wschodniego U-23 w piłce nożnej mężczyzn;
- Reprezentacja Timoru Wschodniego U-20 w piłce nożnej mężczyzn;
- Reprezentacja Timoru Wschodniego U-16 w piłce nożnej mężczyzn;
- Reprezentacja Timoru Wschodniego w futsalu.